# Hojas de Parra, salto mortal en un acto
Hojas de Parra, salto mortal en un acto fue la primera obra de teatro de la compañía chilena La Feria, estrenada durante el período de la dictadura militar, en 1977, y dirigida por los actores Jaime Vadell y José Manuel Salcedo, antiguos miembros de Teatro Ictus. La obra está basada en extractos de poemas de Nicanor Parra, y por su crítica política fue censurada por la dictadura militar de Augusto Pinochet.

## Historia
En 1976, los actores Jaime Vadell y José Manuel Salcedo se separaron de la compañía de teatro Ictus para fundar la compañía La Feria, instalándose en una carpa de grandes dimensiones en la comuna de Providencia. A fines de 1976, comenzaron a adaptar varios poemas que Parra estaba seleccionando para crear este libro, varios de ellos todavía inéditos. Con la supervisión del antipoeta (quien rechazó la primera versión y les ayudó de cerca con la versión final), crearon la obra de teatro Hojas de Parra, salto mortal en un acto. En el montaje también participaron la actriz, escenógrafa y diseñadora Susana Bomchil, y un elenco conformado en su mayoría por artistas circenses.
El montaje se estrenó el 18 de febrero de 1977, contó con un equipo de entre 30 y 35 personas, y fue un éxito de audiencia. Su argumento contenía varias alusiones políticas a la dictadura militar, y trataba de un precario circo ubicado junto a un cementerio, el que crecía constantemente hasta invadir las dependencias del circo. El 28 de febrero la obra recibió una dura crítica de La Segunda, periódico afín a la dictadura militar de Augusto Pinochet, donde se les acusaba de hacer un «infame ataque al gobierno». Luego de ello fueron clausurados en tres ocasiones y el Servicio Nacional de Salud los comenzó a acosar por supuestos problemas de higiene. El alcalde de Providencia, Alfredo Alcaíno, los clausuró hasta nuevo aviso. Los actores decidieron entonces reemplazar a los militares que aparecían en la obra por un batallón de Pancho Villa, y mientras esperaban el visto bueno de Alcaíno para poder reestrenar, la carpa fue incendiada la madrugada del 12 de marzo, en medio del toque de queda, sin saberse jamás nada de los culpables.
Luego del incendio, Vadell y Salcedo fueron exiliados del ámbito cultural durante un buen tiempo, durante el cual debieron sobrevivir haciendo teatro en la precaria Sala Parroquial de Lo Barnechea. Por los altos costos de montaje que involucraba la obra, Hojas de Parra no volvió a reestrenarse.